# Муниципальная корпорация

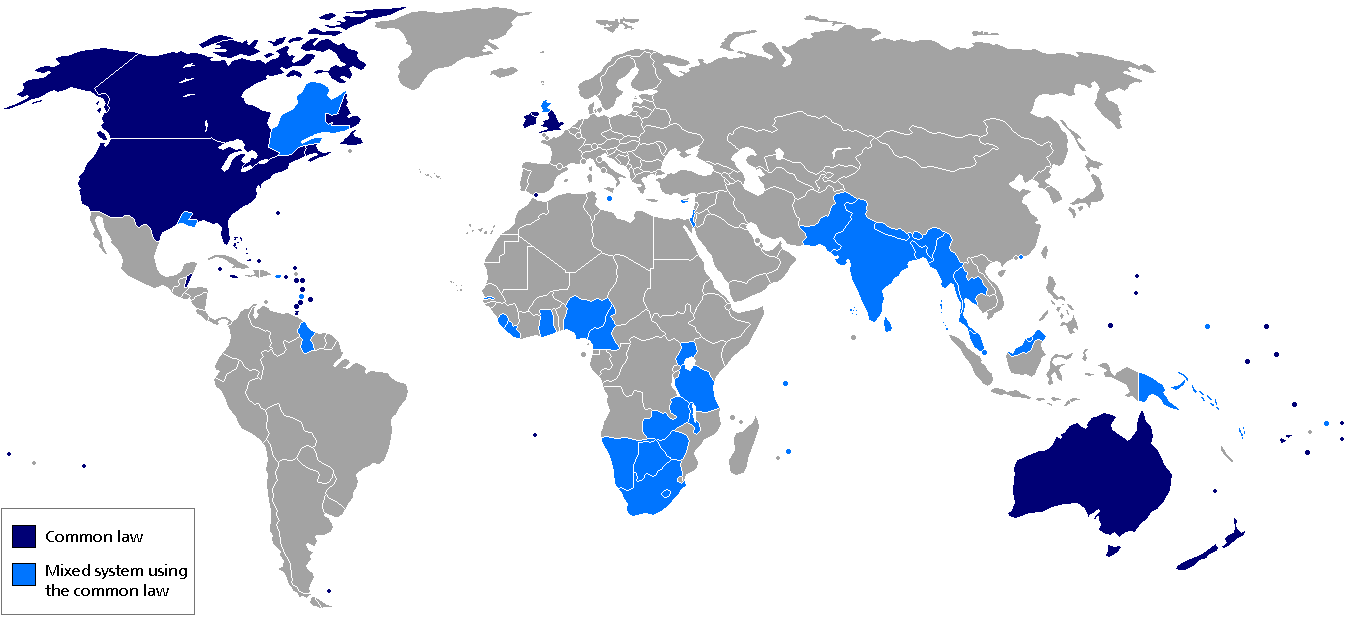
Страны общего права

Муниципальная корпорация  — самоуправляющаяся община, обладающая правами юридического лица. В США этот статус могут иметь любые городские самоуправляющиеся общины, в Пакистане — только те города, население которых составляет минимум 500 тысяч человек.